# Konzervatoř Brno
Konzervatoř Brno je hudební škola na třídě Kapitána Jaroše v Brně-Černých Polích. Byla založena v roce 1919 hudebním skladatelem Leošem Janáčkem. Poskytuje vzdělání v oboru hudba, zpěv a Hudebně-dramatickém umění (herectví). 

## Historie
Brněnská konzervatoř vznikla z iniciativy Leoše Janáčka, a především ze studentů a pedagogů Janáčkovy varhanické školy, kterou Janáček v Brně založil již v roce 1881. V roce 1919 vznikla soukromá a o rok později Státní hudební a dramatická konzervatoř. Stalo se tak spojením varhanické školy, hudební školy Vesny a hudební školy Besedy brněnské. Sjednocení proběhlo na základě promyšleného návrhu jejího zakladatele, prvního ředitele a hudebního skladatele Leoše Janáčka.
V čele instituce později stáli další brněnští skladatelé či umělci (Jan Kunc, Zdeněk Blažek, Karel Horký, Evžen Zámečník ad.). V současné době školu vede MgA. Pavel Maňásek.
Janáček vždy usiloval o vysokou úroveň poskytovaného vzdělání, jeho snem bylo vytvoření vysoké hudební školy v Brně. Ta vznikla až v roce 1947 a nese název Janáčkova akademie múzických umění v Brně.

Leoš Janáček se k založení konzervatoře vyjádřil takto: 
| „ | „Když z pravé a jisté odnože fundace Thurn-Valsassina (založena v roce 1648), z varhanické školy brněnské působící od roku 1881, povstala roku 1919 konzervatoř brněnská, je tím nepřerušená vývojová linie její zajištěna. Brněnská státní konzervatoř hudby navazuje tudíž na staré tradice.“ Leoš Janáček | “ |

## Pedagogové a absolventi
Na brněnské konzervatoři působily významné osobnosti jako např. Jan Kunc, Vilém Petrželka, Josef Blatný, Vilém Kurz mladší, Ludvík Kundera, František Schäfer, Rudolf Reissig, Ladislav Malý, František Kudláček, profesor Gracian Černušák, Eduard Tregler, Josef Černocký, Karel Hradil, Vladimír Hawlík, František Michálek, Vilém Steinman, Bohumír Štědroň ad.
Mezi absolventy konzervatoře se řadí například Pavel Haas, Rudolf Firkušný, Ladislav Pešek, Karel Höger, Vladimír Šmeral, Libuše Domanínská, František Jílek, Miroslav Doležal, Oldřich Velen, Libuše Pospíšilová, Roman Hemala, Věra Kubánková, Zbyněk Mrkos, Richard Novák, Oldřich Kaiser, Libuše Šafránková, Laďka Kozderková, Lukáš Příkazský, Iva Bittová, Steve Lichtag, Miloš Černoušek, Maroš Kramár, Pavel Nečas, Barbora Seidlová, Erika Stárková, Anna Veselá či skladatel Jan Novák, Jiří Skovajsa, Igor Ardašev, Tereza Marečková, Magdaléna Kožená, Zdeněk Pololáník, Petr Kolař, David Postránecký, Vincenc Kummer, režiséři Svatopluk Skopal st. a Miloš Hynšt a další.

## Publikace
- Výroční zpráva za školní rok 1929–1930. Brno: Státní hudební a dramatická konservatoř v Brně, 1930.
- Výroční zpráva za školní rok 1930–1931. Brno: Státní hudební a dramatická konservatoř v Brně, 1931.
- Výroční zpráva za školní roky 1931–1932 a 1932–1933. Brno: Státní hudební a dramatická konservatoř v Brně, 1933.
- Výroční zpráva za školní rok 1937–1938. Brno: Státní hudební a dramatická konservatoř v Brně, 1938.
- Konzervatoř Brno. Sborník k padesátému výročí trvání první moravské odborné umělecké školy. Brno: Blok, 1969.
- Konzervatoř Brno. Sborník ke 100. výročí založení školy Leošem Janáčkem. Brno, 2019. s. 81–99. ISBN 978-80-7354-208-5.